# Коваленко, Иван Александрович
Ива́н Алекса́ндрович Ковале́нко (укр. Іван Олександрович Коваленко; род. 10 марта 1999, Харьков) — украинский футболист, защитник

## Биография
Воспитанник «Металлиста». С 2013 по 2016 год выступал за харьковский клуб в ДЮФЛУ. Взрослую футбольную карьеру начал в 2016 году по СК «Металлист» в чемпионате Харьковской области (11 матчей).
В октябре 2016 стал игроком фарм-клуба «Металлиста 1925», «Металлист Юниор», за который выступал в Кубке Харькова. 10 февраля 2017 года присоединился к основному составу «Металлиста 1925», с которым выиграл серебряные награды любительского чемпионата Украины (сыграл 4 матча) и завоевал путёвку во Вторую лигу. На профессиональном уровне дебютировал 29 июля 2017 в победном (4:0) домашнем поединке 3-го тура группы «Б» Второй лиги против запорожского «Металлурга». Иван вышел на поле на 81-й минуте, заменив Владислава Емельянова. В этом сезоне провел во Второй лиге 16 матчей и помог «Металлисту 1925» завоевать бронзовые медали этого турнира.